# Elena Rybakina
Elena Andreyevna Rybakina (en russe : Елена Андреевна Рыбакина), née le 17 juin 1999 à Moscou (Russie), est une joueuse de tennis kazakhstanaise.
Professionnelle depuis 2017, elle a remporté à ce jour neuf titres en simple sur le circuit WTA.
Le 9 juillet 2022, elle remporte son premier Grand Chelem lors du tournoi de Wimbledon, face à la Tunisienne Ons Jabeur, devenant la première joueuse kazakhstanaise de l’histoire à gagner un tournoi du Grand Chelem.
En 2023, elle perd sa deuxième finale majeure à l'Open d'Australie, battue en trois manches par la Biélorusse Aryna Sabalenka. Elle s'impose néanmoins par la suite aux tournois WTA 1000 d'Indian Wells et de Rome, accèdant ainsi au top 10 puis à la 3e place mondiale au classement WTA. Cette même année, les spécialistes commencent à parler d’un « Big Three » régnant sur le circuit féminin, trio majeur dont elle fait partie avec Iga Świątek et Aryna Sabalenka,.

## Biographie
Elle naît à Moscou, en Russie, le 17 juin 1999. Elle est la fille d'Andreï Rybakin et de son épouse Ekaterina. Elle a une sœur aînée, Anna,. Elle commence à faire de la gymnastique et du patinage très jeune, avant qu'on ne la déclare trop grande pour espérer un avenir professionnel dans l'un de ces deux sports (adulte, elle va mesurer 1,84 mètre). À six ans, elle aborde donc le tennis. Elle joue au Dinamo Moscou, puis au Spartak Tennis Club.

## Carrière junior
Elena Rybakina rencontre ses premiers succès en catégorie junior en 2017, atteignant notamment les demi-finales de l'Open d'Australie et de Roland-Garros. Elle remporte son plus beau titre au Trofeo Bonfiglio à Milan contre la Polonaise Iga Świątek (1-6, 7-6, 6-3). Elle conclut sa saison à la 3e place mondiale, en même temps que se termine sa carrière junior,,.

## Carrière professionnelle
Ce n'est qu'en 2016, à 17 ans, qu'elle devient professionnelle. En 2023, elle attribuera les blessures freinant sa carrière à cet accès relativement tardif au professionnalisme,.
En octobre 2017, elle fait son entrée sur le circuit WTA en disputant le tournoi de Moscou. Elle se qualifie, mais sort dès le premier tour. Elle fait parler d'elle pour la première fois en janvier 2018 lorsque, 450e mondiale, elle bat la no 7, la Française Caroline Garcia, au deuxième tour du tournoi de Saint-Pétersbourg (4-6, 7-66, 7-65). En mars, elle remporte son premier titre ITF à Kazan et, en avril, atteint la finale de la Lale Cup (en) à Istanbul.
Jusqu'ici, elle n'a connu que des entraînements collectifs. En 2018, elle trouve enfin un entraîneur particulier, Andrei Chesnokov. Elle « essaie de travailler » avec lui, mais il ne peut l'accompagner dans ses déplacements. « Le passage de junior au circuit professionnel est très difficile », explique-t-elle. Si elle veut continuer à progresser, elle doit être mieux soutenue sportivement et financièrement. Or, Shamil Tarpischev, le président de la Fédération russe de tennis, déclare cette année-là qu'elle n'est pas une joueuse prometteuse.

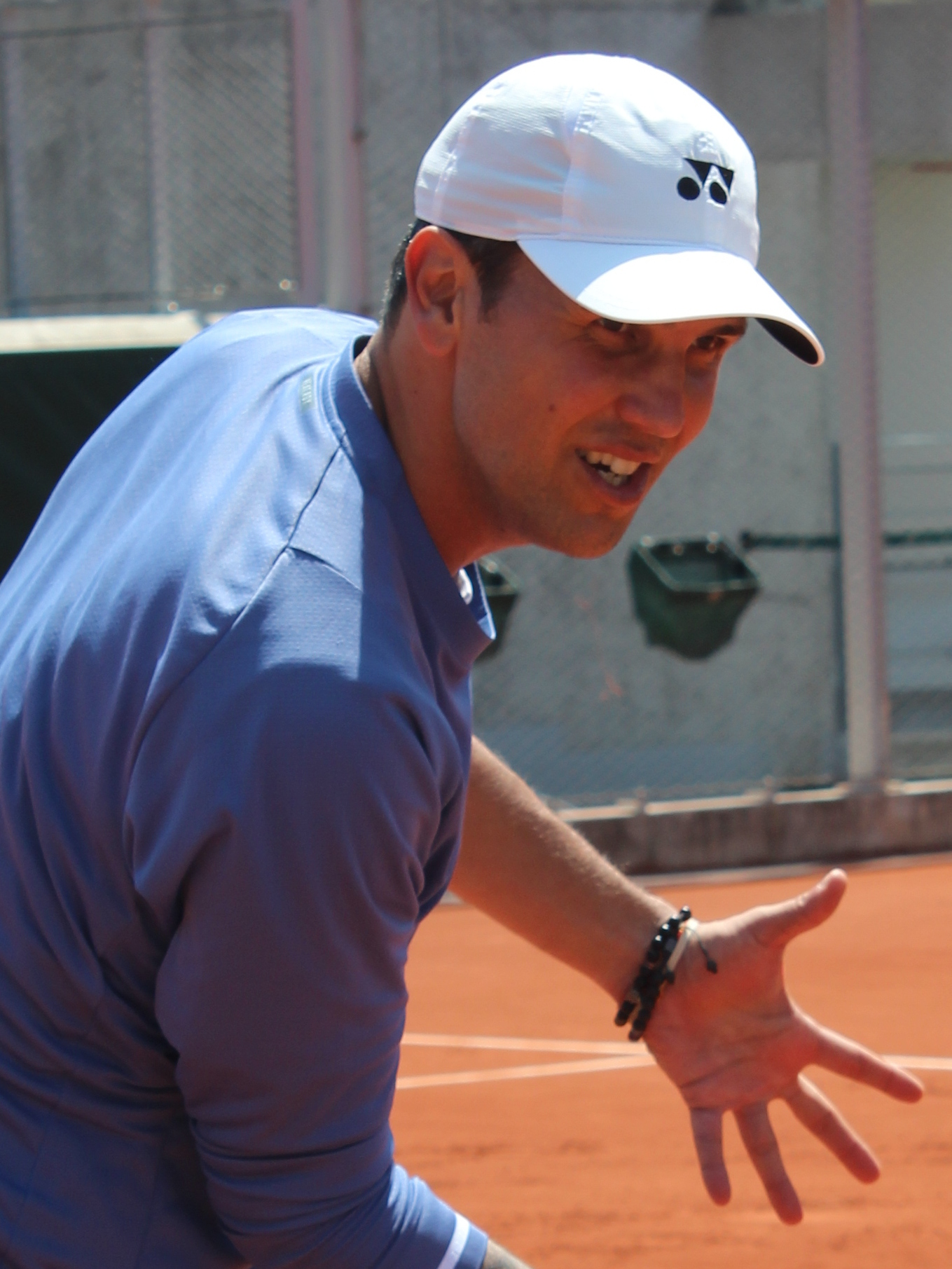
Stefano Vukov.

Une quinzaine d'universités américaines lui font des offres, mais elle n'est pas attirée par les États-Unis,. C'est alors que la Fédération de tennis du Kazakhstan (en) fait une offre à son tour, elle croit en Rybakina. La jeune fille opte pour le Kazakhstan. En juillet 2018, elle est naturalisée Kazakhstanaise, et quitte la Fédération russe de tennis pour celle du Kazakhstan. Elle termine la saison 191e mondiale. Son ambition est de devenir no 1. Elle cherche un entraîneur à plein temps. La joueuse ukrainienne Anhelina Kalinina la met en relation avec son ancien entraîneur, le Croate Stefano Vukov.

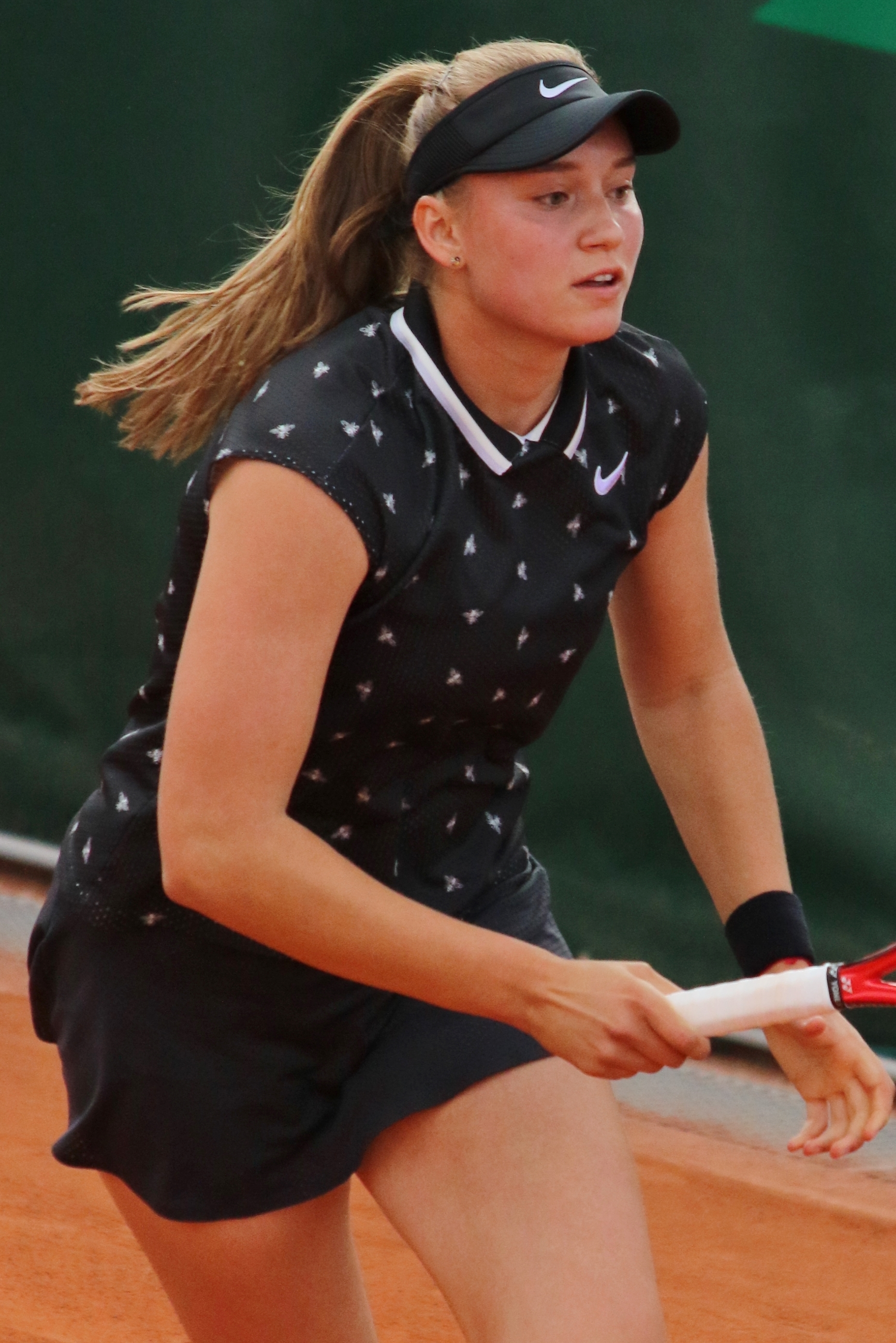
Au deuxième tour de Rome 2 ITF, en mai 2019.

En février 2019,, Rybakina engage Vukov en tant qu'entraîneur personnel. Il va voyager avec elle,. Cette année-là, elle s'illustre sur le circuit ITF en s'adjugeant trois autres titres à Launceston, Moscou et de nouveau Kazan. Elle est ensuite quart de finaliste du tournoi d'Istanbul et demi-finaliste sur gazon à Bois-le-Duc, s'inclinant seulement contre la quatrième mondiale Kiki Bertens. Elle dispute également pour la première fois de sa carrière le tableau final de Roland Garros et à l'US Open après être sortie des qualifications, battue par les Tchèques Kateřina Siniaková à Paris et Karolína Muchová à New York. Elle remporte peu après son premier titre sur le circuit WTA à Bucarest, battant en finale la Roumaine Patricia Maria Țig en deux sets (6-2, 6-0). Ce titre lui permet d'accéder au Top 100 pour la première fois sa carrière. En septembre, elle est finaliste à Nanchang puis atteint les quarts de finale du tournoi de Wuhan, profitant de l'abandon de la Roumaine Simona Halep au tour précédent. Elle termine l'année avec de bons résultats, notamment un quarts de finale à Linz et une demi-finale à Luxembourg.

### 2020: fulgurante ascension
Elena Rybakina commence sa saison par une finale au tournoi de Shenzen, sa deuxième en Chine, perdue face à la Russe Ekaterina Alexandrova (6-2, 6-4). Elle bat lors de ce tournoi les Chinoises Zheng Saisai (6-2, 1-6, 6-2) et Wang Yafan (6-3, 6-4), puis la tête de série numéro trois Elise Mertens (6-4, 4-6, 6-2) et l'ancienne numéro une Karolína Plíšková (6-2, 7-5) en demi-finale. Elle enchaîne par un second titre en carrière à Hobart où elle se défait en finale de la Chinoise Zhang Shuai (7-67, 6-3) et durant son parcours de la Slovène Tamara Zidanšek (6-1, 6-4), la Française Alizé Cornet (7-5, 6-3), de l'invité Lizette Cabrera, passant proche de l'élimination (6-7, 7-6, 7-5) et de la qualifiée Britannique Heather Watson (6-3, 4-6, 6-4) en demi-finale. Elle enchaîne avec un 3e tour à l'Open d'Australie où elle s'incline face à la no 1 mondiale, l'Australienne Ashleigh Barty, après avoir éliminé Bernarda Pera et la qualifiée Greet Minnen. C'est la première fois de sa carrière qu'elle gagne un match en majeur.
Mi-février, elle continue sur sa bonne dynamique en atteignant la finale du tournoi Premier de Saint-Pétersbourg, sa première finale dans cette catégorie de tournois. Elle remporte ses matchs contre Kateřina Siniaková (6-3, 6-4), les Françaises Fiona Ferro (6-3, 6-4) et Océane Dodin (6-7, 7-5, 6-2) et la Grecque María Sákkari (3-6, 7-5, 6-1) mais s'incline contre la Néerlandaise huitième mondiale Kiki Bertens (1-6, 3-6). Une semaine plus tard, elle dispute celle du tournoi de Dubaï, sa première en WTA 1000, en remportant deux victoires contre des Top 10 : l'Américaine Sofia Kenin, victorieuse quelques mois plus tôt à l'Open d'Australie (6-7, 6-3, 6-3) et Karolína Plíšková, troisième mondiale en quarts (7-6, 6-3). Elle remporte son duel contre la Croate Petra Martić en demi en deux tie-breaks, et s'incline contre la numéro deux Simona Halep, vainqueur du dernier Wimbledon dans un duel serré (6-3, 3-6, 6-7). Sa collaboration avec Vukov se révèle particulièrement fructueuse. Rybakina est enchantée : « C'est super […] Avec lui, nous avons fait un super travail […] J'ai un super entraîneur. Il m'aide beaucoup […] Nous avons amélioré beaucoup de choses. » Fin février, passée en un an de la 193e à la 17e place, elle atteint les huitièmes de finale du tournoi de Doha, mais ne joue pas le match à la suite d'une blessure aux adducteurs.
Elle doit patienter six mois pour revenir à la compétition à New York. Pas assez remise, elle s'incline au deuxième tour à l'US Open, puis au troisième tour à Rome contre sa compatriote Yulia Putintseva. Fin septembre, elle écarte à Strasbourg Greet Minnen (7-5, 6-4), la locale Alizé Cornet (6-3, 7-6), la qualifiée Zhang Shuai (6-3, 6-2) et la Japonaise Nao Hibino (6-3, 6-4) pour disputer sa première finale sur terre battue. Elle s'incline logiquement contre l'Ukrainienne Elina Svitolina (4-6, 6-1, 2-6). Elle termine sa saison par une défaite au deuxième tour de Roland Garros et une autre au premier tour d'Ostrava.

### 2021:1erquartà Roland-Garros et4eplaceaux Jeux olympiques

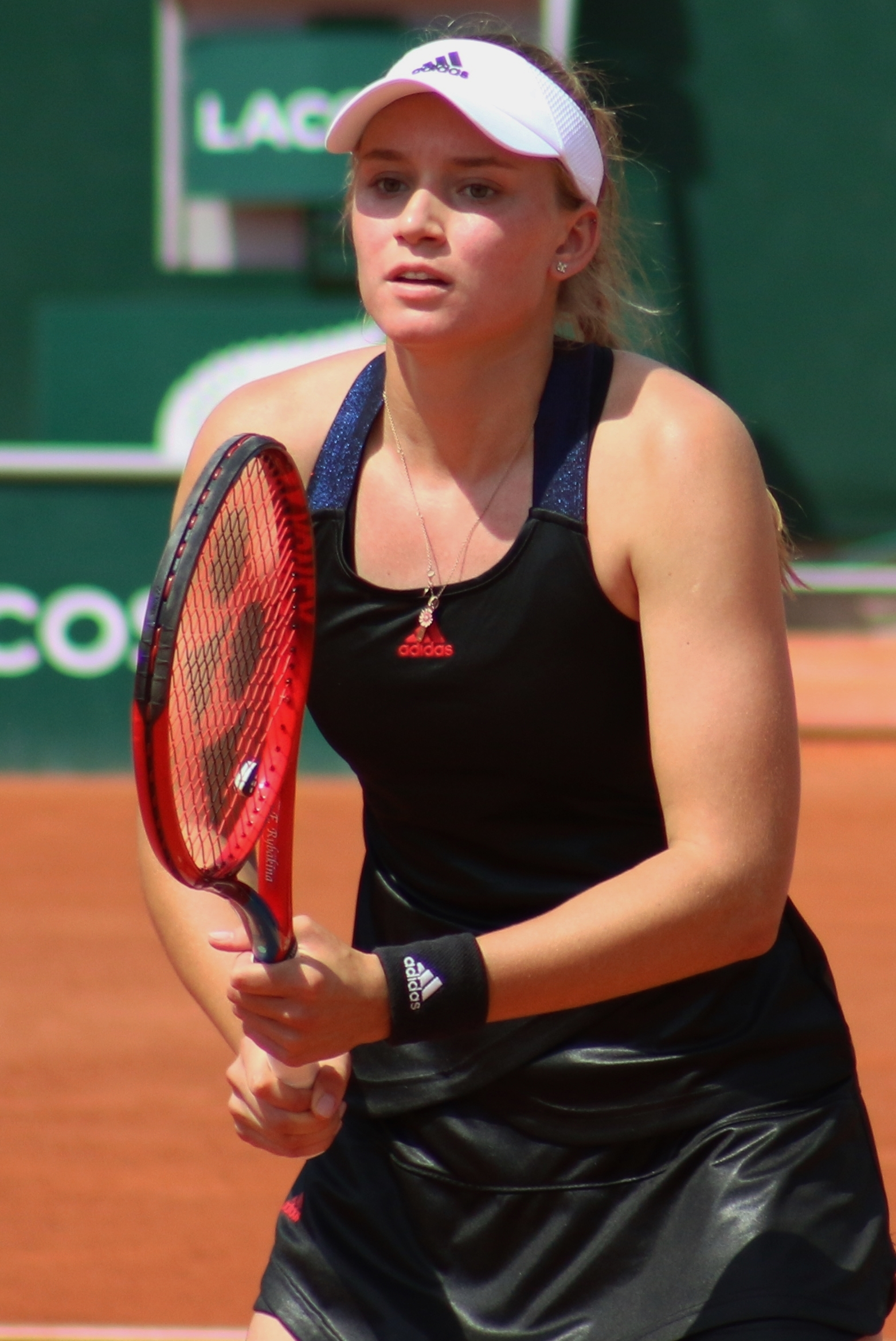
En quart de finale du double, à Roland-Garros 2021.

Elle commence l'année par un quart de finale à Abu Dhabi perdu contre la Biélorusse Aryna Sabalenka, puis enchaîne les résultats décevants avec des premiers tours à Melbourne contre l'ancienne numéro deux Barbora Krejčíková, Doha, Charleston et des seconds tours à l'Open d'Australie, Dubaï, Miami et Madrid.
Le 6 juin 2021, lors des huitièmes de finale du tournoi de Roland-Garros, alors 22e au classement mondial, Elena Rybakina bat l'Américaine Serena Williams, 8e joueuse mondiale (6-3, 7-5). Elle s'incline ensuite en quarts face à la Russe Anastasia Pavlyuchenkova (7-62, 2-6, 7-9) sa partenaire de double. Après une défaite contre Garbiñe Muguruza au deuxième tour à Berlin, elle bat la locale Harriet Dart à Eastbourne, puis la numéro cinq mondiale Elina Svitolina en huitièmes de finale. Elle élimine en quarts Anastasija Sevastova, mais s'incline contre une autre Lettone Jeļena Ostapenko en demi-finale. en  À Wimbledon, pour sa première participation, elle est éliminée en huitièmes de finale par la Biélorusse Aryna Sabalenka (3-6, 6-4, 3-6) après avoir sortie l'ancienne Top 10 Kristina Mladenovic (6-4, 6-0), ainsi que deux Américaines, Claire Liu (6-4, 6-4) et Shelby Rogers (6-1, 6-4).
Fin juillet, elle empoche plusieurs victoires aux Jeux olympiques de Tokyo, contre l'Australienne Samantha Stosur (6-4, 6-2), Rebecca Peterson (6-2, 6-3), Donna Vekić (7-6, 6-4) et prend sa revanche sur Garbiñe Muguruza (7-5, 6-1) pour rallier les demi-finales. Elle s'incline à ce stade contre la Suissesse Belinda Bencic (6-7, 6-4, 3-6) et joue et perd la petite finale contre Elina Svitolina (6-1, 6-7, 6-4), qui prend sa revanche.
Après deux défaites à San Jose et Montréal au deuxième et premier tour, elle parvient en huitièmes de finale à Cincinnati puis au troisième tour à l'US Open, battue par Simona Halep. Mi-septembre, elle arrive en quarts de finale à Ostrava, éliminée par la Polonaise numéro six Iga Świątek, puis en demi-finale à Chicago, profitant de l'abandon de Belinda Bencic en demi-finale mais devant abandonner elle aussi aux portes de la finale alors qu'elle joue la Tunisienne Ons Jabeur. Elle termine l'année par deux défaites d'entrée à Indian Wells contre sa compatriote Yulia Putintseva et à Moscou battue par Markéta Vondroušová.

### 2022:1erGrand Chelem à Wimbledon, sans attribution de points

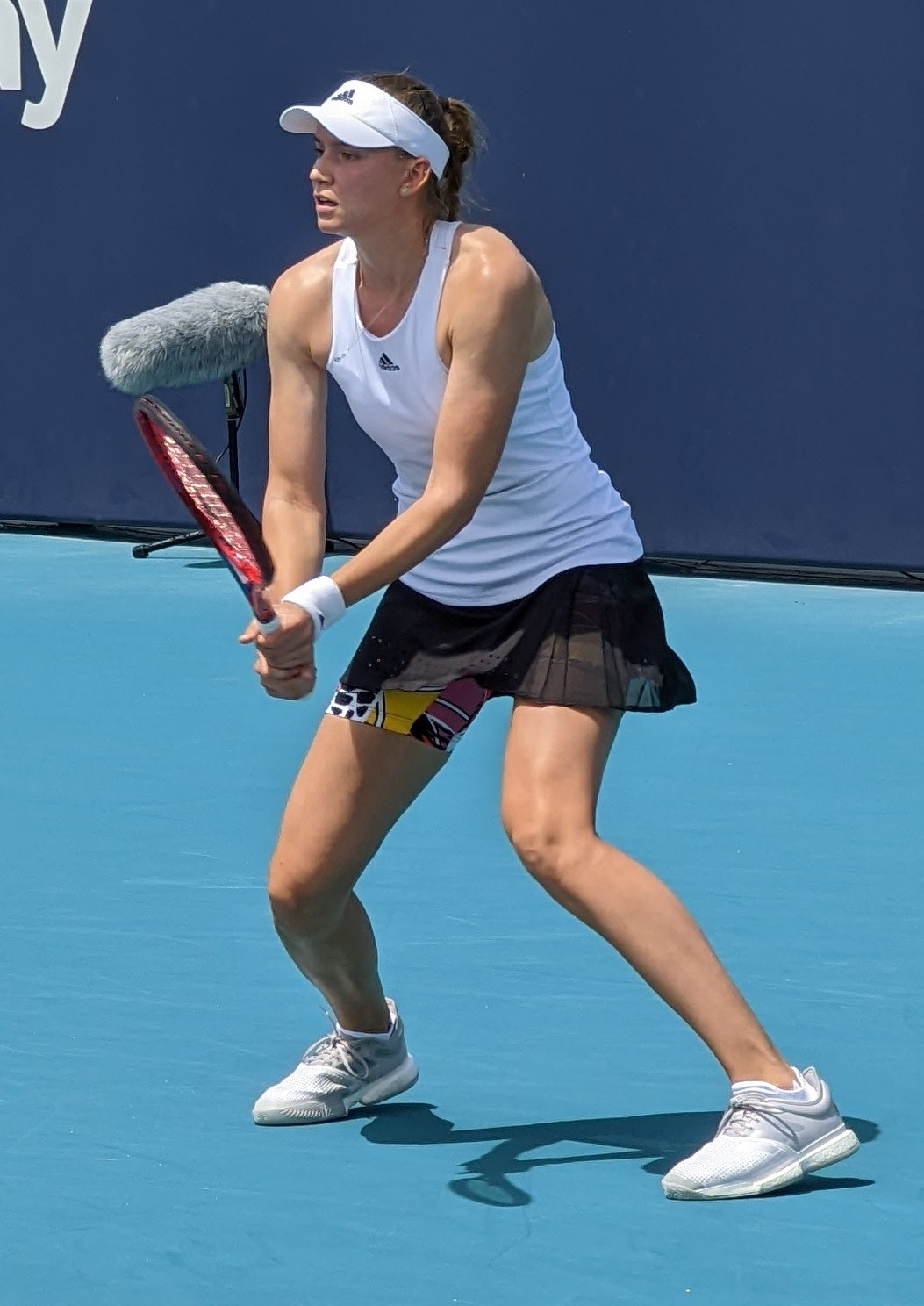
Au deuxième tour de Miami 2022.

Elena Rybakina commence son année de forte belle manière par une finale au WTA 500 d'Adélaïde I en battant la locale Storm Sanders, la qualifiée Marie Bouzková, Shelby Rogers et Misaki Doi en perdant que deux sets sur la semaine. Elle perdra sèchement (3-6, 2-6) contre la numéro 1 mondiale, Ashleigh Barty. À Sydney, elle écarte Emma Raducanu au premier tour (6-0, 6-1). Blessée, elle déclare forfait pour le deuxième tour. Le 17 janvier, elle accède à la 12e place du classement WTA.
Après plusieurs semaines ponctuées de forfaits et d'abandons, elle réalise une bonne semaine à Indian Wells. Exemptée de premier tour, elle sort Alison Van Uytvanck, Victoria Azarenka (6-3, 6-4) et Viktorija Golubic. En quarts de finale, elle s'incline en deux sets face à la future finaliste, María Sákkari.

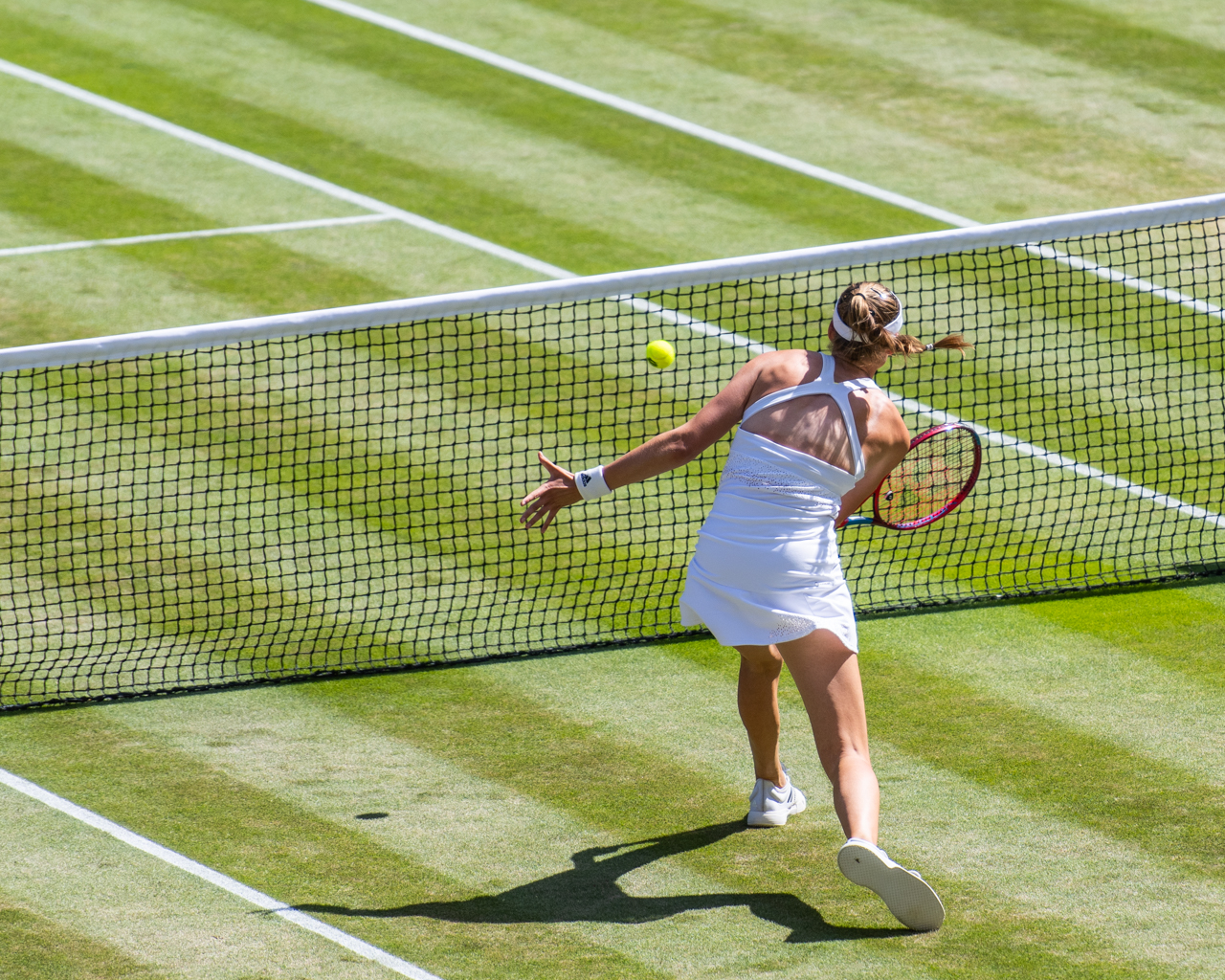
Elena Rybakina en finale lors du tournoi de Wimbledon, le 9 juillet 2022 en tennis.

Pour protester contre la récente invasion de l'Ukraine, les organisateurs de Wimbledon interdisent les joueurs russes et biélorusses. En riposte à cette décision, l'ATP et la WTA décident de ne pas attribuer de points aux joueurs lors de ce tournoi. Après une mauvaise préparation sur gazon, Rybakina n'arrive pas à Wimbledon en tant que favorite ou même outsider. Elle passe au premier tour, une bonne joueuse de gazon, l'Américaine Coco Vandeweghe en deux manches serrées, puis Bianca Andreescu (6-4, 7-65), vainqueur de l'US Open 2019 et la jeune Chinoise Zheng Qinwen (7-64, 7-5) pour atteindre la deuxième semaine. Elena se qualifie pour les quarts de finale en disposant de Petra Martić, son deuxième quarts après Roland-Garros 2021. La Kazakhe perd le premier set de son tournoi face à Ajla Tomljanović (4-6, 6-2, 6-3) en 1 h 51 pour atteindre sa première demi-finale. Le 7 juillet, Rybakina bat facilement (6-3, 6-3) la Roumaine Simona Halep en 1 h 16 de jeu, ex-vainqueur de Roland Garros, de Wimbledon et ancienne numéro 1 mondiale,. Elle devient ainsi la première Kazakhstanaise à accéder à une finale de Grand Chelem. Le 9 juillet, en finale face à la Tunisienne Ons Jabeur, alors numéro 2 mondiale, elle apparaît très nerveuse dans le premier set, connaît peu de réussite sur ses premières balles et multiplie les fautes directes. Elle subit la loi de son adversaire (3-6), avant de renverser la situation. Elle retrouve son calme, son service, se montre offensive et remporte avec beaucoup de maîtrise les deux sets suivants (6-2, 6-2) après 1 h 47 de jeu,,. Elle devient à cette occasion la première joueuse du Kazakhstan à remporter un tournoi du Grand Chelem,, sans pouvoir en bénéficier au classement WTA cependant.
Son entraîneur Stefano Vukov fait remarquer qu'elle peut tirer parti des trois surfaces : elle a gagné sur terre battue à Bucarest, sur dur à Hobart et sur gazon à Wimbledon. À noter que si les points avaient été attribués pour ce Wimbledon, Rybakina serait passée avec ce sacre de la 23e à la 6e place mondiale.

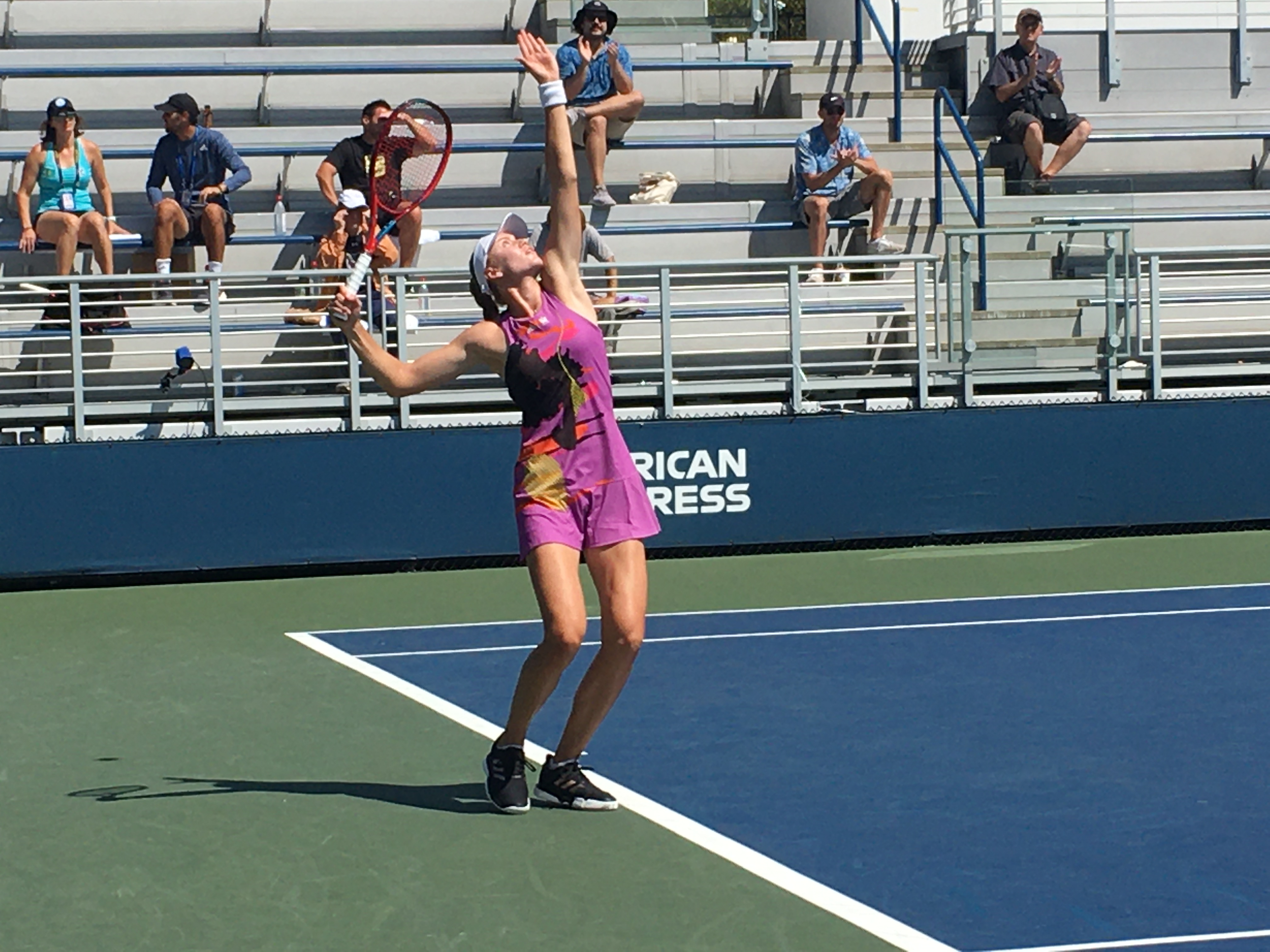
Opposée à Clara Burel, au premier tour de l'US Open 2022.

En août, sa tournée américaine est décevante. Rybakina se dit très affectée d'être privée de ses 2 000 points de Wimbledon, et d'être considérée par les organisateurs américains comme une 25e mondiale, alors qu'elle devrait se trouver dans le Top 10 — et 2e à la Race. Elle sort dès le premier tour à San José, et dès le deuxième tour à Toronto. Elle atteint les quarts de finale à Cincinnati en battant notamment une top 10, Garbiñe Muguruza pour y arriver. Mais, à l'US Open, elle s'incline au premier tour, en deux sets, face à Clara Burel, 131e mondiale (4-6, 4-6).
En septembre, à Portorož, elle est battue en finale par Kateřina Siniaková, (7-64, 65-7, 4-6). À Tokyo, elle sort au premier tour. En octobre, à Ostrava, elle s'incline en demi-finale devant Barbora Krejčíková (6-3, 64-7, 4-6). Au WTA 1000 de Guadalajara, elle sort au deuxième tour.
Fin décembre, lors d'un tournoi d'exhibition à Dubaï, la 2022 World Tennis League (en), Rybakina termine sa saison sur une note positive en disposant de la 5e mondiale Aryna Sabalenka, de la tenante du Masters Caroline Garcia (7-5, 6-1), puis, en finale, de la no 1 mondiale Iga Świątek (6-3, 6-1). Elle termine l'année 21e mondiale.

### 2023: finale à l'Open d'Australie et Miami, entrée dans letop 5et deux titresWTA 1000à Indian Wells et Rome
En 2023, en double, associée à Anastasia Pavlyuchenkova, elle s'incline en finale d'Adélaïde II face à Luisa Stefani et Taylor Townsend (5-7, 63-7). En simple, elle commence la saison très discrètement : elle sort au deuxième tour d'Adélaïde I et au premier tour d'Adélaïde II. 
Mais, au troisième tour de l'Open d'Australie, elle bat Danielle Collins, finaliste l'année précédente. En huitième de finale, elle élimine la no 1 mondiale Iga Świątek (6-4, 6-4). En quart de finale, elle domine Jeļena Ostapenko (6-2, 6-4). En demi-finale, elle se défait de Victoria Azarenka (7-64, 6-3). Ayant écarté ces quatre adversaires redoutables, elle se retrouve en finale face à Aryna Sabalenka, 5e mondiale, qu'elle n'a jamais encore vaincue en trois rencontres officielles. Rybakina domine le premier set (6-4), entame bien le suivant. Mais son service devient moins précis. Elle manque d'agressivité à certains moments importants. Dès lors, Sabalenka élève son niveau de jeu. C'est elle qui se fait plus agressive. Elle commet moins d'erreurs. La Bélarusse fait parler toute sa puissance, dicte le débat et, après 2 heures 28 d'une âpre bataille, elle s'impose, 4-6, 6-3, 6-4.
Le 30 janvier, Rybakina devient 10e mondiale. Elle est éliminée dix jours plus tard à Abou Dhabi par la Brésilienne Beatriz Haddad Maia (6-3, 3-6, 2-6) après avoir sorti l'ancienne numéro une mondiale Karolína Plíšková (6-4, 6-2). Fin février, à Dubaï, elle bat la Canadienne Bianca Andreescu (6-3, 6-4), puis la Tchèque Marie Bouzková (7-5, 6-2), mais, blessée au dos, déclare forfait en huitièmes de finale contre l'Américaine Coco Gauff.
En mars, à Indian Wells, la surface est très lente, ne favorisant pas les grandes serveuses comme Rybakina. En quart, elle vient difficilement à bout de la Tchèque Karolína Muchová (7-64, 2-6, 6-4) et accède pour la première fois à une demi-finale de WTA 1000. Elle y est opposée à la tenante du titre Iga Świątek, no 1 mondiale qu'elle avait battue en huitième à l'Open d'Australie, et qu'elle balaie sans ménagement (6-2, 6-2), grâce notamment à sa première balle (82 % de points gagnés, 7 aces) et à son retour (57 % de points gagnés). En finale, elle retrouve comme à Melbourne Aryna Sabalenka, 2e mondiale, une adversaire qui lui a infligé quatre défaites en quatre rencontres officielles. Rybakina l'annonce : cette fois, elle doit se montrer efficace dans les moments-clés. Le premier set va durer 1 heure et 26 minutes. Il se conclut sur un tie-break « aussi irrespirable qu'irrationnel » où les deux joueuses rivalisent de fébrilité. Mais le service de Rybakina est plus solide, son retour plus explosif. Et c'est elle qui arrache ce tie-break, 13 points à 11. C'est le tournant du match. Dans le deuxième set, elle prend le dessus mentalement. Elle remporte son quatrième titre WTA en 2 heures et 4 minutes (713-611, 6-4). Le lendemain, 20 mars, elle intègre pour la première fois le top 10 et devient 7e mondiale.
En route pour le Sunshine Double (gagner Indian Wells et Miami consécutivement), elle continue d'impressionner en éliminant la Russe Anna Kalinskaya (7-5, 4-6, 6-3), l'Espagnole Paula Badosa (3-6, 7-5, 6-3), la Belge Elise Mertens (6-4, 6-3), l'Italienne Martina Trevisan (6-3, 6-0) et l'Américaine Jessica Pegula, numéro trois mondiale (7-6, 6-4) pour jouer la deuxième finale en WTA 1000 de sa carrière, la deuxième consécutive. Elle échoue cependant à une marche du titre, battue par la Tchèque expérimentée Petra Kvitová (614-7, 2-6) après avoir obtenu pourtant cinq balles de premier set lors d'un tie break irrespirable.  
Elena Rybakina s'est, pendant ce tournoi, expliquée sur le don d'environ 80 000 $ qu'elle a fait à 14 jeunes joueuses de tennis kazakhes.
Le début de saison sur ocre est plus difficile, elle s'incline au deuxième tour de Stuttgart contre la Brésilienne Beatriz Haddad Maia pour la seconde fois de la saison (1-6, 1-3 ab.) après avoir battu la locale Jule Niemeier (5-7, 3-6), puis d'entrée à Madrid face à la Russe Anna Kalinskaya (5-7, 6-4, 2-6). Le 8 mai, elle devient malgré ces mauvais résultats no 6 mondiale. Elle rebondit cependant à Rome, où elle s'impose contre la locale Jasmine Paolini (7-6, 6-1) et profite de l'abandon de la Russe Anna Kalinskaya (4-3 ab.) pour atteindre les huitièmes de finale d'un WTA 1000 sur terre, ce qu'elle n'avait jamais réalisé jusqu'ici. Elle continue sa route en battant l'ancienne finaliste de Roland Garros Markéta Vondroušová (6-3, 6-3), ce qui lui permet d'affronter la Polonaise Iga Świątek, numéro une mondiale. Elle profite de l'abandon de son adversaire dans le troisième set (2-6, 7-6, 2-2 ab.), mais a tout de même fait un match remarquable : elle était menée d'un set et d'un break, mais elle n'a rien lâché pour arracher le troisième set. Lors de sa troisième demi-finale en WTA 1000 de la saison, elle affronte une autre vainqueur de Roland Garros, l'Estonienne Jeļena Ostapenko et s'impose en deux sets (6-2, 6-4) puis profite d'un troisième abandon en finale de l'Ukrainienne Anhelina Kalinina (6-4, 1-0 ab.) pour gagner son deuxième WTA 1000 après Indian Wells cette saison. Grâce à ce succès, elle atteint son nouveau meilleur classement, à la quatrième place mondiale.
Annoncée parmi les favorites à Roland-Garros, elle remporte tranquillement ses deux premiers matchs contre les Tchèques Linda Fruhvirtová (6-4, 6-2) et Linda Nosková (6-3, 6-3). Attendue au troisième tour contre l'Espagnol Sara Sorribes Tormo, elle déclare forfait en raison d'une fièvre. Elle a dû rester plusieurs jours dans sa chambre d'hôtel et ne pouvait pas jouer plus de vingt minutes avant de ne plus pouvoir respirer et d'être fatiguée. Malgré cela, elle grimpe d'une place au classement WTA à l'issue du tournoi et devient pour la première fois numéro 3 mondiale.
Elle reprend au tournoi de Berlin et se défait au premier tour de la qualifiée Polina Kudermetova (6-4, 6-2) mais échoue contre la Croate Donna Vekić (7-6, 3-6, 4-6) au second tour, encore diminuée par sa récente maladie. Elle a aussi évoqué un problème survenu à Berlin lors d'un interview. Tenante du titre et attendue à Wimbledon, elle sort d'abord l'Américaine Shelby Rogers (4-6, 6-1, 6-2) puis la Française Alizé Cornet (6-2, 7-6) et l'invité locale Katie Boulter assez nettement (6-1, 6-1). Le choc annoncé en huitièmes de finale de son match contre Beatriz Haddad Maia, demi-finaliste récente à Roland Garros, se termine prématurément, la Brésilienne abandonnant à cause d'une blessure au dos (4-1 ab.). Retrouvant la Tunisienne Ons Jabeur, qu'elle avait battue en finale l'année passée, elle s'incline cette fois-ci (7-6, 4-6, 1-6).

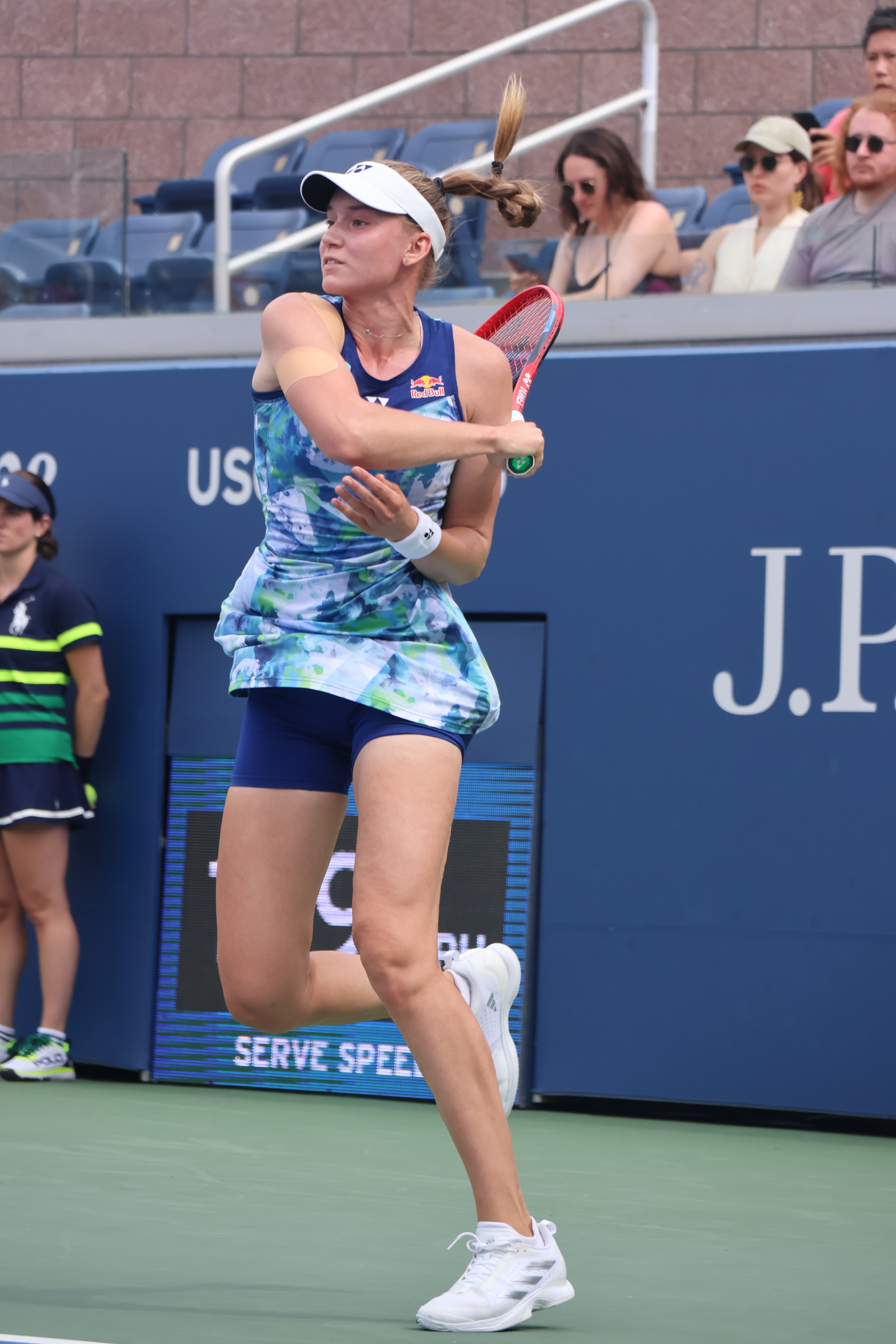
À l'US Open 2023.

Elle part pour la Canada mi-août et dispute l'Open du Canada. Grâce à ses deux victoires sur les Américaines Jennifer Brady, de retour sur le circuit (6-7, 7-6, 6-3) et Sloane Stephens (6-3, 6-3), elle établit son meilleur résultat dans le Masters 1000. Elle se débarrasse ensuite en quarts de finale très difficilement de la Russe Daria Kasatkina (5-7, 7-5, 7-6) puis, fatiguée, s'incline en demi-finale contre une autre Russe, novice à ce stade, Liudmila Samsonova (6-1, 1-6, 2-6). À l'issue du tournoi, elle déclare avoir écopé de quelques blessures. En effet, à Cincinnati, elle renverse la Lettone Jeļena Ostapenko (6-7, 6-2, 6-4) mais doit abandonner en huitièmes de finale contre l'Italienne Jasmine Paolini, sortie des qualifications (6-4, 2-5 ab.), à cause d'un problème avec son épaule. Malgré ce résultat, elle est annoncée comme une outsider pour l'US Open et commence le tournoi en tant que tête de série numéro quatre contre Marta Kostyuk, qu'elle vainc facilement (6-2, 6-1), mais elle ne semble tout de même pas très en forme. Elle file directement au troisième tour après le forfait de la joueuse Australienne Ajla Tomljanović, égalant sa performance de 2021. Néanmoins, son épaule pas encore totalement remise et ainsi trop fébrile au service, elle est sortie avant la deuxième semaine par la Roumaine Sorana Cîrstea (3-6, 7-6, 4-6).
Pour sa première participation au tournoi de Pékin, elle fait une belle impression en éliminant la locale  Zheng Qinwen (6-1, 6-2), tout juste couronnée aux jeux asiatiques, l'Allemande Tatjana Maria (7-5, 6-0) et la jeune qualifiée russe Mirra Andreeva (2-6, 6-4, 6-1), alors qu'elle était menée d'un set et d'un break. Elle joue ensuite la numéro un mondiale Aryna Sabalenka, qu'elle sort pour la deuxième fois de la saison (7-5, 6-2) sans plus de difficultés. Parvenue en demi-finale, elle est éliminée à ce stade par la Russe Liudmila Samsonova, surprise du tournoi (6-7, 3-6).
Participant au Masters de fin d'année pour la première fois, elle cède d'abord contre l'Américaine Jessica Pegula (5-7, 2-6) puis sort la Grecque María Sákkari (6-0, 6-7, 7-6). Jouant tout comme Aryna Sabalenka sa participation en demi-finale, elle cède contre la Biélorusse (2-6, 6-3, 3-6) dans un match interrompu par la pluie pour son quatrième duel de la saison contre elle.

### 2024: Demi-finale à Wimbledon, 6e, 7eet8etitresWTA à Brisbane, Abou Dabi et Stuttgart, finales à Doha et Miami
L'année débute en remportant le titre au tournoi de Brisbane face à Aryna Sabalenka (6-0, 6-3) devenant la première joueuse de son pays titrée en Australie, vainqueur quelques semaines plus tard de son deuxième Open d'Australie et numéro deux mondiale dont elle prend sa revanche après la défaite au Masters de fin d'année la saison passée. Elle avait auparavant fait honneur à son statut de tête de série numéro deux en éliminant la qualifiée locale Olivia Gadecki (6-4, 6-1), ne perdant qu'un seul jeu contre la Belge Elise Mertens (6-1, 6-0) et la Russe Anastasia Potapova (6-1, ab.) et se défaisant de la jeune surprise du tournoi, Linda Nosková (6-3, 6-2) en demi-finale. Elle remporte ainsi son sixième titre.
Elle écarte ensuite au tournoi d'Adelaïde la repêchée Espagnole Cristina Bucșa (6-3, 7-5) mais tombe contre la Russe Ekaterina Alexandrova en quarts de finale du tournoi (3-6, 3-6). Finaliste l'année passée à l'Open d'Australie, elle sort vainqueur d'un premier tour de prestige contre l'ancienne numéro une Karolína Plíšková (7-6, 6-4) puis s'incline malgré six balles de match au bout d'une rencontre très longue contre une autre Russe, Anna Blinkova (4-6, 6-4, 6-720) qui obtient sa meilleure victoire en carrière en terme de classement, la Kazakh se positionnant au troisième rand mondial.
En février, elle arrive à Abou Dabi encore marquée par sa déconvenue de Melbourne. Mais, de match en match, elle retrouve de la confiance. En demi-finale, elle est opposée à Liudmila Samsonova, qui l'a battue quatre fois en quatre rencontres. Elle en vient enfin à bout (6-0, 4-6, 6-2). En finale, elle l'emporte face à Daria Kasatkina (6-1, 6-4), glanant son septième titre, le deuxième de l'année. Elle joue dans la foulée le WTA 1000 de Doha et écrase au second tour la Chinoise Zhu Lin (6-2, 6-1), puis rencontre plus de difficulté contre l'Américaine Emma Navarro (6-1, 6-7, 6-4), qui terminera l'année dans le Top 10. Elle profite d'un tableau ouvert pour se glisser en finale et signer ses septième et huitième victoires consécutives contre Leylah Fernandez (6-4, 6-2) et la Russe Anastasia Pavlyuchenkova (6-2, 6-4). Émoussée, elle tient néanmoins contre la numéro un mondiale et double tenante du titre Iga Świątek, qui avait profité au tour précédent d'un forfait, mais Rybakina est finalement privée du trophée (6-7, 2-6).
Elle profite la semaine suivante de l'abandon de l'ancienne numéro une Victoria Azarenka (4-6, 6-2 ab.) au premier tour de Dubaï et lutte contre la qualifiée Magdalena Fręch (7-6, 3-6, 6-4) pour accéder aux quarts de finale du WTA 1000, mais déclare forfait devant Jasmine Paolini. Elle est touchée par un virus gastro-intestinal, virus tenace, qui va l'obliger à un nouveau forfait deux semaines plus tard, avant même de commencer Indian Wells.
À Miami, fin mars, elle s'efforce patiemment de retrouver son niveau. Elle doit batailler en trois sets à chaque tour, contre les qualifiées Clara Tauson (3-6, 7-5, 6-4) et Taylor Townsend (6-3, 63-7, 6-4), puis contre María Sákkari (7-5, 64-7, 6-4), huitième joueuse mondiale et finaliste il y a quelques jours à Indian Wells. En demi-finale, elle rejoue Victoria Azarenka, remporte le premier set (6-4), est balayée en 28 minutes dans la deuxième manche (0-6) mais se reprend dans le troisième et surclasse son adversaire dans le tie-break (7-2). Elle a déjà passé plus de onze heures sur le court et détient le record du plus grand nombre de jeux disputés de ce tournoi pour atteindre la finale. Mais elle ne veut voir que le côté positif : « Ces longs matchs m'ont aidée à retrouver la forme […] Ce tournoi est tellement dur physiquement que j'essaie surtout de ne pas être négative dans la difficulté. » En finale, elle affronte une Danielle Collins « en feu », 53e mondiale qui n'a pas perdu un seul set depuis le deuxième tour. Face à la rage de vaincre et au jeu très agressif de cette adversaire, Rybakina n'apparaît pas suffisamment en forme pour se montrer réactive dès les premiers coups de l'échange. Mais, surtout, elle laisse passer dix occasions de break sur onze. Elle s'incline (5-7, 3-6) pour ce qui est déjà sa quatrième finale de la saison.
À Stuttgart, en avril, elle se défait avec difficulté de l'ancienne Top 10 Veronika Kudermetova en huitième de finale (7-63, 1-6, 6-4), puis de Jasmine Paolini en quart (6-3, 5-7, 6-3). En demi-finale, elle réalise une belle prouesse. En effet, elle est venue à bout, au terme d'un rude combat de 2 heures et 49 minutes, de la no 1 mondiale Iga Świątek, double tenante du titre, invaincue jusqu'alors à Stuttgart et considérée comme reine de la terre battue. Avec 10 aces et 13 occasions de break converties sur 15, elle l'emporte (6-3, 4-6, 6-3). Elle mène désormais par quatre victoires à deux dans ses confrontations avec Świątek et confirme ainsi son statut de bête noire. En finale, elle domine tranquillement Marta Kostyuk (6-2, 6-2), gagnant son huitième titre, le troisième et dernier de sa saison. Au passage, elle remporte aussi une Porsche, sponsor officiel du tournoi, mais ne peut pas la conduire car elle n'a pas encore son permis.
Elle enchaîne de nouvelles victoires à Madrid contre l'Italienne Lucia Bronzetti (6-4, 6-3), l'Egyptienne Mayar Sherif (6-1, 6-4) et la jeune qualifiée novice Sára Bejlek (6-1, 6-3). En quarts de finale, elle a failli perdre : menée un set à zéro et à plusieurs reprises d'un break, elle sauve deux balles de match à 2-5 et l'emporte finalement contre sa compatriote Yulia Putintseva (4-6, 7-6, 7-5). Miraculée, elle parvient ainsi en demi-finale du tournoi espagnol pour la première fois de sa carrière. Elle y affronte la Biélorusse numéro deux mondiale Aryna Sabalenka, tenante du titre et gagne la première manche mais voit son adversaire recoller et l'emporter (6-1, 5-7, 6-7).

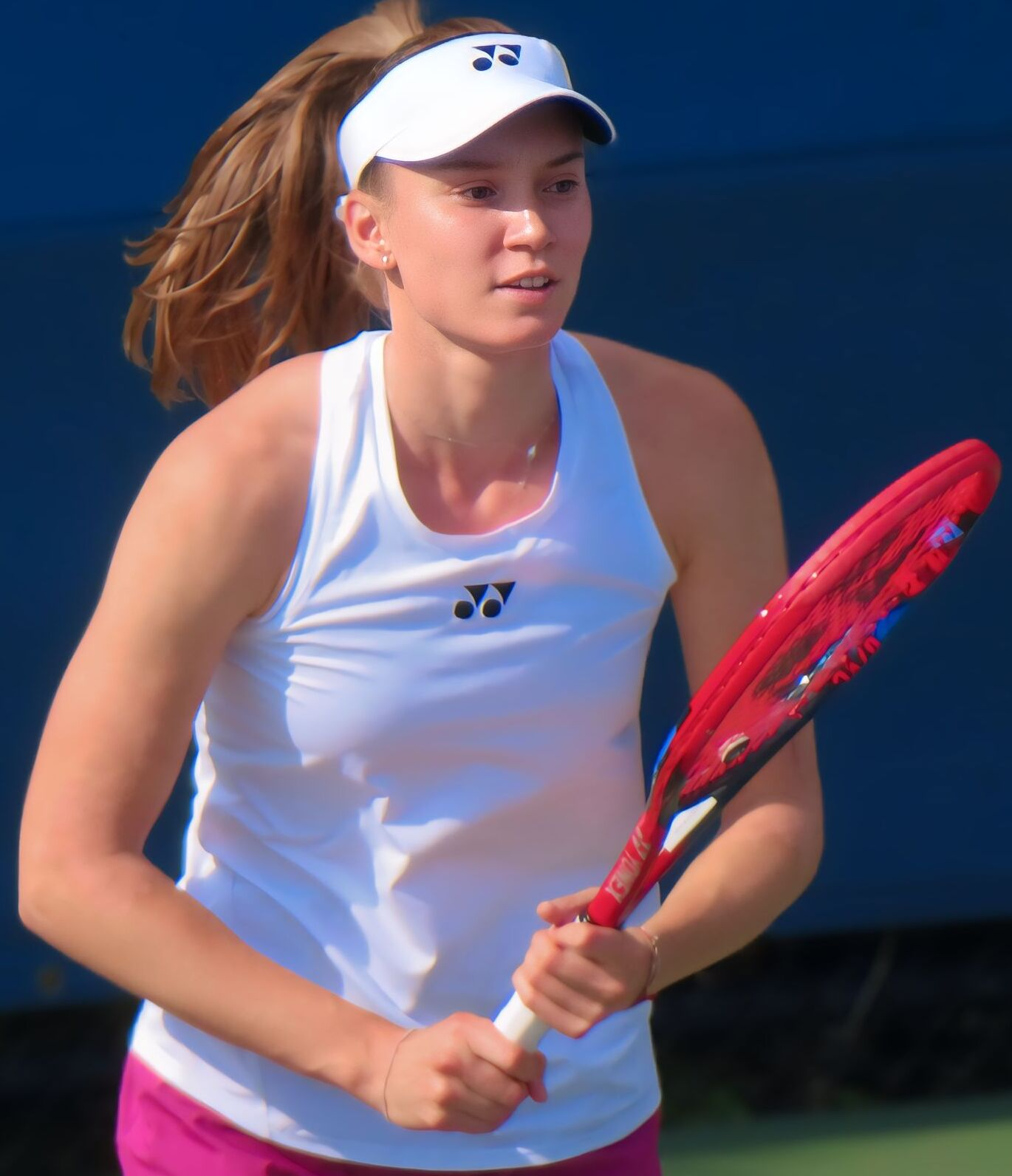
Elena Rybakina à l'entraînement de l'US Open 2024.

La semaine suivante, au WTA 1000 de Rome, le même scénario qu'à Indian Wells se répète : alors qu'elle était championne en titre, Rybakina est contrainte au forfait à cause d'une maladie. C'est désormais la troisième fois de l'année qu'elle se retire d'un tournoi pour cette raison. Elle rebondit à Roland Garros où elle parvient pour la seconde fois de sa carrière en quart de finale grâce à des victoires sur les Belges Greet Minnen (6-2, 6-3) et Elise Mertens (6-4, 6-2) et la Néerlandaise Arantxa Rus (6-3, 6-4). Elle sort également l'Ukrainienne Elina Svitolina, ancienne numéro trois mondiale (6-4, 6-3) avant de tomber contre la surprenante Italienne Jasmine Paolini qui dispute son premier quart de finale en Grand Chelem (2-6, 6-4, 4-6), et rentre ainsi pour la première fois dans le Top 10.
Elle confirme sa fragilité physique en abandonnant contre Victoria Azarenka, qu'elle joue pour la troisième fois de l'année en quarts de finale à Berlin après une victoire contre la qualifiée Veronika Kudermetova (6-4, 7-5). Confirmant ses bonnes dispositions sur herbe, elle profite d'un tableau clément à Wimbledon et sort d'abord facilement la Roumaine qualifiée Elena-Gabriela Ruse qui n'a jamais remporté de match ici (6-3, 6-1) puis bataille contre l'Allemande Laura Siegemund (6-3, 3-6, 6-3). Elle écrase néanmoins l'ancienne numéro une invitée Caroline Wozniacki (6-0, 6-1) qui revient au Temple après cinq ans d'absence et profite de l'abandon de la Russe Anna Kalinskaya (6-3, 3-0 ab.) en huitièmes de finale, poursuivant sa route et devenant la favorite du tournoi avec les éliminations d'Iga Świątek, Coco Gauff et le forfait d'Aryna Sabalenka. Elle accède tranquillement à sa troisième demi-finale en Majeur contre l'Ukrainienne Elina Svitolina, elle-même demi-finaliste l'année passée (6-3, 6-2) mais se fait renverser par la Tchèque Barbora Krejčíková (6-3, 3-6, 4-6), qu'elle n'a jamais battu, future vainqueur du tournoi. 
Elle reprend la compétition mi-août à l'occasion de Cincinnati mais laisse échapper deux balles de match en réalisant deux doubles fautes contre Leylah Fernandez (6-3, 6-7, 4-6), ancienne finaliste de l'US Open qui remporte son premier match en carrière dans le tournoi américain.
Le 23 août, quatre jours avant son entrée en lice dans l'US Open, Rybakina annonce qu'elle se sépare de Stefano Vukov (en), son entraîneur depuis cinq ans. Aucune raison n'est donnée, ni par la joueuse ni par Vukov. Elle remporte son premier match contre la qualifiée Destanee Aiava (en) (6-1, 7-6), mais déclare forfait quelques heures avant son deuxième tour.
Les semaines suivantes, Rybakina continue d'inquiéter le monde du tennis en déclarant forfait pour toute la tournée asiatique. Elle ne donne pas de nouvelles pendant longtemps. Elle est finalement aperçue à Dubaï, s'entraînant avec Simona Halep pour le Masters.
Le 1er novembre, à la veille du Masters, Rybakina annonce qu'elle va engager Goran Ivanišević, précédemment entraîneur de Novak Djokovic. Elle commencera à travailler avec lui dès l'intersaison. Elle entame le Masters par une défaite face à Jasmine Paolini (6-7, 4-6), puis face à Zheng Qinwen (6-7, 6-3, 1-6) ce qui l'élimine du tournoi. Elle se rattrape dans un match sans enjeu contre la numéro un Aryna Sabalenka (6-4, 3-6, 6-1).

### 2025. Demi-finales à Dubaï, Montréal et Cincinnati,9etitreà Strasbourg
Le 1er janvier 2025, Rybakina annonce qu'elle fait revenir Stefano Vukov dans son team. La nouvelle laisse Ivanišević dérouté. Le lendemain, le site The Athletic révèle que Vukov est provisoirement suspendu pour violation potentielle du code de conduite de la WTA, et qu'une enquête le concernant est confiée à un organisme indépendant. Le même jour, la WTA confirme. Tant que l'enquête n'est pas terminée, Vukov ne peut être accrédité pour un tournoi. Il ne peut donc figurer dans le team, comme le voudrait Rybakina. L'association n'en dit pas plus. On ignore de quoi Vukov est soupçonné. Dès lors, spéculations et rumeurs vont bon train.
Le 11 janvier, juste avant l'Open d'Australie, Rybakina déclare : « Comme je l’ai déjà dit, je ne suis pas d’accord avec ce que fait la WTA en ce qui concerne ma relation avec Stefano. Je n’ai jamais déposé de plainte ou quoi que ce soit de ce genre. J’ai toujours dit qu’il ne m’avait jamais maltraitée. » Elle déplore en outre les déclarations intempestives d'entraîneurs ou de commentateurs qui font naître des rumeurs. Elle rappelle aussi qu'elle végétait à la 200e place, et que c'est Vukov qui a fait d'elle une des meilleures joueuses du circuit.
Elle passe sans encombre les deux premiers tours de l'Open d'Australie, face à de jeunes invitées. Au troisième tour, elle sort l'Ukrainienne Dayana Yastremska (6-3, 6-4). Mais en huitième elle s'incline devant l'Américaine Madison Keys (3-6, 6-1, 3-6), qui vient de remporter Adélaïde et qui va remporter le Majeur. 
Après l'Open d'Australie, Rybakina et Ivanišević se séparent. Fin mars, Ivanišević exprimera l'admiration qu'il porte à la joueuse et dira quelques mots sur cette malheureuse affaire : « Avant même de devenir son entraîneur, je la considérais comme la meilleure joueuse du monde, en tout cas c’est mon avis. Elle joue de façon tellement simple, j’ai toujours aimé cela chez elle. » Mais il ajoute qu'il ne pouvait contrôler ce qui se passait en dehors du court, et que c'est pour cela qu'il a décidé d'arrêter. « Ce que je peux dire, c'est que c'était une histoire un peu étrange, et même triste. »
Rybakina annonce l'arrivée d'un nouvel entraîneur, Davide Sanguinetti. Vukov n'a toujours pas le droit d'être présent sur les courts d'entraînement ou de compétition. Il est cependant en contact avec Sanguinetti et la joueuse. Le 31 janvier, Rybakina et Vukov sont informés que l'enquête concernant le comportement de Vukov est terminée. La suspension de celui-ci « reste en vigueur ». Dans un communiqué, la WTA confirme cette décision, sans préciser la durée de la suspension, et déclare qu'elle « ne fournira pas plus de détails ».
Tenante du titre à Abou Dabi, Rybakina sort difficilement la qualifiée Katie Volynets (2-6, 6-4, 6-4) et l'ancienne numéro deux Ons Jabeur (6-2, 4-6, 7-64), mais elle est renversée en demi-finale par une ancienne Top 10 qui fait son retour, Belinda Bencic (6-3, 3-6, 4-6). Elle remporte également deux matchs à Doha, contre l'Américaine Peyton Stearns (6-2, 6-4) et la Slovaque Rebecca Šramková (7-6, 6-2) pour retrouver la Polonaise Iga Świątek qui l'avait privé de titre en finale la saison passée. Son adversaire prend sa revanche de la United Cup et l'élimine (2-6, 5-7). Elle termine la tournée arabe avec le tournoi de Dubaï au cours duquel elle retourne en demi-finale pour la première fois depuis cinq saisons, sortant la qualifiée Moyuka Uchijima (6-3, 6-2) qui dispute pour la première fois le tournoi, la récente demi-finaliste de l'Open d'Australie Paula Badosa (4-6, 7-6, 7-6) en sauvant pas moins de six balles de match. Elle élimine également l'invitée Sofia Kenin (6-2, 7-6) avant de se voir surprise par la Russe Mirra Andreeva (4-6, 6-4, 3-6) qui devient la plus jeune joueuse à rejoindre une finale en WTA 1000 depuis la création de cette catégorie de tournoi en 2009. Elle s'incline de nouveau contre la Russe à Indian Wells, ne marquant cette fois-ci que trois jeux (1-6, 2-6), alors qu'elle reste sur un titre gagné il y a deux ans en Californie. Elle avait auparavant sorti Suzan Lamens (6-3, 6-3) ainsi que Katie Boulter (6-0, 7-5). Elle effectue son plus mauvais résultat en carrière à Miami cette année-là, écartée d'entrée par la jeune locale Ashlyn Krueger, finaliste à Abou Dhabi (4-6, 6-2, 4-6).
Elle revient après une pause de près d'un mois à Madrid, et bat pour son entrée l'ancienne numéro quatre Bianca Andreescu (6-3, 6-2) mais se fait surprendre par Elina Svitolina (3-6, 4-6) qui effectue son meilleur parcours en carrière dans le tournoi madrilène jusqu'alors. Elle s'incline au même stade à Rome, écartant l'Allemande Eva Lys qui joue pour la première fois le tournoi (7-6, 6-2) mais voit Bianca Andreescu prendre sa revanche (2-6, 4-6).
À Strasbourg (WTA 500), elle écarte d'abord Wang Xinyu (6-1, 6-3) et Magda Linette (7-5, 6-3). En demi-finale, elle éprouve quelques difficultés face à Beatriz Haddad Maia (7-67, 1-6, 6-2). En finale, elle est accrochée au deuxième set par Liudmila Samsonova, puis finit par s'imposer (6-1, 62-7, 6-1), ayant claqué 16 aces. C'est son premier trophée depuis 13 mois, depuis Stuttgart 2024. Elle signe là son neuvième titre en carrière. Elle continue sur sa lancée à Roland-Garros, sortant l'Argentine qualifiée Julia Riera (6-1, 4-6, 6-4), la très jeune invitée Iva Jovic (6-3, 6-3), comme à l'Open d'Australie et la Lettone Jeļena Ostapenko, vainqueur à Stuttgart et ancienne lauréate du tournoi (6-2, 6-2). Elle cède alors qu'elle mène les débats contre la triple tenant du titre Iga Świątek en huitièmes de finale (6-1, 3-6, 5-7). Elle ne convainc pas au Queen's, éliminant seulement la qualifiée Heather Watson (6-4, 6-2), et perdant au tour suivant, écartée par l'Allemande Tatjana Maria, future vainqueur surprise, ancienne demi-finaliste à Wimbledon (4-6, 6-7) et qui bat sa première Top 10 depuis trois ans. Elle obtient avec sérieux deux victoires à Berlin sur la repêchée Ashlyn Krueger (6-3, 7-6) et la spécialiste de double Kateřina Siniaková (6-4, 7-6) mais perd son septième match en onze confrontations contre la numéro une Aryna Sabalenka, finaliste à l'Open d'Australie et récemment à Roland-Garros malgré quatre balles de matchs obtenues (6-7, 6-3, 6-7). A Wimbledon, elle écrase l'Arménienne Elina Avanesyan (6-2, 6-1) et l'ancienne numéro trois mondiale María Sákkari (6-3, 6-1) mais s'incline dès le troisième tour (son élimination la plus précoce depuis six ans au Temple) contre la Danoise Clara Tauson (6-7, 3-6) qui remporte ses premiers matchs ici. Après Wimbledon, elle est 13e mondiale, son plus mauvais classement depuis deux ans et demi.
Tête de série numéro trois à Washington, elle sort pour son premier match la jeune invitée Canadienne Victoria Mboko (6-3, 7-5) qui dispute sa première saison sur le circuit et la Polonaise Magdalena Fręch (6-3, 6-3) mais tombe en demi-finale contre une deuxième Canadienne, Leylah Fernandez en trois tie-breaks (7-6, 6-7, 6-7). Elle demeure sérieuse contre Hailey Baptiste à Montréal (6-4, 6-3) et face à la Roumaine Jaqueline Cristian (6-0, 7-6). Elle sort victorieuse d'un match difficile contre Dayana Yastremska (5-7, 6-2, 7-5) puis élimine une deuxième Ukrainienne, Marta Kostyuk sur abandon (6-1, 2-1 ab.) pour jouer sa deuxième demi finale ici. Elle retrouve la très jeune Victoria Mboko qui renverse la Kazakhstanaise (1-6, 7-5, 7-6), prenant ainsi sa revanche et surprenant les observateurs en disputant sa première finale en carriere ici.
Le 8 août, la WTA annonce la levée de la suspension de Stefano Vukov, l'entraîneur de Rybakina. À Cincinnati, il faut à chaque fois trois sets à la joueuse pour venir à bout de ses premières adversaires, Renata Zarazúa, Elise Mertens et la no 6 Madison Keys. Mais, en quart, face à la no 1 mondiale et tenante du titre Aryna Sabalenka, elle joue très bien, affiche une grande qualité de service (elle délivre 11 aces) et s'impose avec autorité (6-1, 6-4). En demi-finale, elle s'incline devant Iga Świątek (5-7, 3-6), vainqueur récente de Wimbledon.

## Style de jeu
Le jeu d'Elena  Rybakina s'appuie sur son service : la vitesse de son service le plus rapide s'élève à 204 km/h. En 2024, c'est le plus puissant du circuit, après celui de Coco Gauff (207 km/h). « Je ne fais pas d’effort particulier pour frapper si fort, dit Rybakina. Ce n’est même pas quelque chose que je travaille. C’est juste mon arme principale. » Elle se déplace vite et bien, malgré sa taille (1,84 m). « Elle a toujours été agressive comme ça, dit Dave Miley, directeur de la performance à la Fédération de tennis du Kazakhstan. Surtout, elle peut jouer de plein de manières différentes. La clé, c’est la combinaison entre son service et ses balles à plat. Elle peut bien jouer depuis le fond du court, depuis tous les angles, et de manière très agressive. »

## Palmarès

### Titres en simple dames
| No | Date       | Nom et lieu du tournoi                   | Catégorie | Dotation     | Surface      | Finaliste          | Score          |          |
| -- | ---------- | ---------------------------------------- | --------- | ------------ | ------------ | ------------------ | -------------- | -------- |
| 1  | 15-07-2019 | Bucharest Open, Bucarest                 | Intern'l  | 226 750 $    | Terre (ext.) | Patricia Maria Țig | 6-2, 6-0       | Parcours |
| 2  | 13-01-2020 | Hobart International, Hobart             | Intern'l  | 251 750 $    | Dur (ext.)   | Zhang Shuai        | 7-67, 6-3      | Parcours |
| 3  | 27-06-2022 | The Championships, Wimbledon             | G. Chelem | 38 900 000 £ | Gazon (ext.) | Ons Jabeur         | 3-6, 6-2, 6-2  | Parcours |
| 4  | 08-03-2023 | BNP Paribas Open, Indian Wells           | WTA 1000  | 8 800 000 $  | Dur (ext.)   | Aryna Sabalenka    | 7-611, 6-4     | Parcours |
| 5  | 09-05-2023 | Internazionali BNL d'Italia, Rome        | WTA 1000  | 3 572 618 $  | Terre (ext.) | Anhelina Kalinina  | 6-4, 1-0 ab.   | Parcours |
| 6  | 01-01-2024 | Brisbane International by Evie, Brisbane | WTA 500   | 1 736 763 $  | Dur (ext.)   | Aryna Sabalenka    | 6-0, 6-3       | Parcours |
| 7  | 05-02-2024 | Mubadala Abu Dhabi Open, Abou Dabi       | WTA 500   | 922 573 $    | Dur (ext.)   | Daria Kasatkina    | 6-1, 6-4       | Parcours |
| 8  | 15-04-2024 | Porsche Tennis Grand Prix, Stuttgart     | WTA 500   | 922 573 $    | Terre (int.) | Marta Kostyuk      | 6-2, 6-2       | Parcours |
| 9  | 18-05-2025 | Internationaux de Strasbourg, Strasbourg | WTA 500   | 1 064 510 $  | Terre (ext.) | Liudmila Samsonova | 6-1, 62-7, 6-1 | Parcours |

### Finales en simple dames
| No | Date       | Nom et lieu du tournoi                          | Catégorie | Dotation     | Surface      | Vainqueure            | Score           |          |
| -- | ---------- | ----------------------------------------------- | --------- | ------------ | ------------ | --------------------- | --------------- | -------- |
| 1  | 09-09-2019 | Jiangxi Open, Nanchang                          | Intern'l  | 226 750 $    | Dur (ext.)   | Rebecca Peterson      | 6-2, 6-0        | Parcours |
| 2  | 04-01-2020 | Shenzhen Open, Shenzhen                         | Intern'l  | 651 750 $    | Dur (ext.)   | Ekaterina Alexandrova | 6-2, 6-4        | Parcours |
| 3  | 10-02-2020 | St. Petersburg Ladies Trophy, Saint-Pétersbourg | Premier   | 782 900 $    | Dur (int.)   | Kiki Bertens          | 6-1, 6-3        | Parcours |
| 4  | 17-02-2020 | Duty Free Tennis Championships, Dubaï           | Premier   | 2 529 740 $  | Dur (ext.)   | Simona Halep          | 3-6, 6-3, 7-65  | Parcours |
| 5  | 20-09-2020 | Internationaux de Strasbourg, Strasbourg        | Intern'l  | 202 250 $    | Terre (ext.) | Elina Svitolina       | 6-4, 1-6, 6-2   | Parcours |
| 6  | 03-01-2022 | Adelaide International 1, Adélaïde              | WTA 500   | 703 580 $    | Dur (ext.)   | Ashleigh Barty        | 6-3, 6-2        | Parcours |
| 7  | 12-09-2022 | Zavarovalnica Sava Portorož, Portorož           | WTA 250   | 251 750 $    | Dur (ext.)   | Kateřina Siniaková    | 64-7, 7-65, 6-4 | Parcours |
| 8  | 16-01-2023 | Australian Open, Melbourne                      | G. Chelem | 76 500 000 $ | Dur (ext.)   | Aryna Sabalenka       | 4-6, 6-3, 6-4   | Parcours |
| 9  | 21-03-2023 | Miami Open, Miami                               | WTA 1000  | 8 800 000 $  | Dur (ext.)   | Petra Kvitová         | 7-614, 6-2      | Parcours |
| 10 | 11-02-2024 | Qatar TotalEnergies Open 2024, Doha             | WTA 1000  | 3 211 715 $  | Dur (ext.)   | Iga Świątek           | 7-68, 6-2       | Parcours |
| 11 | 19-03-2024 | Miami Open, Miami                               | WTA 1000  | 8 770 480 $  | Dur (ext.)   | Danielle Collins      | 7-5, 6-3        | Parcours |

### Titre en double dames
Aucun

### Finales en double dames
| No | Date       | Nom et lieu du tournoi            | Catégorie | Dotation    | Surface    | Vainqueures                   | Partenaire           | Score     |          |
| -- | ---------- | --------------------------------- | --------- | ----------- | ---------- | ----------------------------- | -------------------- | --------- | -------- |
| 1  | 06-10-2021 | BNP Paribas Open Indian Wells     | WTA 1000  | 8 761 725 $ | Dur (ext.) | Hsieh Su-wei Elise Mertens    | Veronika Kudermetova | 7-61, 6-3 | Parcours |
| 2  | 09-01-2023 | Adélaïde International 2 Adélaïde | WTA 500   | 780 637 $   | Dur (ext.) | Luisa Stefani Taylor Townsend | A. Pavlyuchenkova    | 7-5, 7-63 | Parcours |

## Parcours en Grand Chelem

### Victoire (1)
| Année | Tournoi   | Adversaire en finale | Score         |
| 2022  | Wimbledon | Ons Jabeur           | 3-6, 6-2, 6-2 |

### Finale (1)
| Année | Tournoi          | Adversaire en finale | Score         |
| 2023  | Open d'Australie | Aryna Sabalenka      | 6-4, 3-6, 4-6 |

### En simple dames
| Année | Open d'Australie | Open d'Australie | Internationaux de France | Internationaux de France | Wimbledon      | Wimbledon          | US Open         | US Open          |
| ----- | ---------------- | ---------------- | ------------------------ | ------------------------ | -------------- | ------------------ | --------------- | ---------------- |
| 2018  | —                | —                | —                        | —                        | —              | —                  | Q2              | Arantxa Rus      |
| 2019  | Q1               | Zhu Lin          | 1er tour (1/64)          | Kateřina Siniaková       | Q3             | Varvara Flink      | 1er tour (1/64) | Karolína Muchová |
| 2020  | 3e tour (1/16)   | Ashleigh Barty   | 2e tour (1/32)           | Fiona Ferro              | Annulé         | Annulé             | 2e tour (1/32)  | Shelby Rogers    |
| 2021  | 2e tour (1/32)   | Fiona Ferro      | 1/4 de finale            | A. Pavlyuchenkova        | 1/8 de finale  | Aryna Sabalenka    | 3e tour (1/16)  | Simona Halep     |
| 2022  | 2e tour (1/32)   | Zhang Shuai      | 3e tour (1/16)           | Madison Keys             | Victoire       | Ons Jabeur         | 1er tour (1/64) | Clara Burel      |
| 2023  | Finale           | Aryna Sabalenka  | 3e tour (1/16)           | Forfait                  | 1/4 de finale  | Ons Jabeur         | 3e tour (1/16)  | Sorana Cirstea   |
| 2024  | 2e tour (1/32)   | Anna Blinkova    | 1/4 de finale            | Jasmine Paolini          | 1/2 finale     | Barbora Krejčíková | 2e tour (1/32)  | Forfait          |
| 2025  | 1/8 de finale    | Madison Keys     | 1/8 de finale            | Iga Świątek              | 3e tour (1/16) | Clara Tauson       |                 |                  |

N.B. : à droite du résultat se trouve le nom de l'ultime adversaire.

### En double dames
| Année | Open d'Australie                                                                        | Open d'Australie                                                                    | Internationaux de France                                                                     | Internationaux de France | Wimbledon | Wimbledon | US Open                                                                                  | US Open |
| ----- | --------------------------------------------------------------------------------------- | ----------------------------------------------------------------------------------- | -------------------------------------------------------------------------------------------- | ------------------------ | --------- | --------- | ---------------------------------------------------------------------------------------- | ------- |
| 2019  | —                                                                                       | —                                                                                   | —                                                                                            | —                        | —         | —         | 1er tour (1/32) N. Dzalamidze \|\| style="text-align:left;" \| M. Sákkari A. Tomljanović |         |
| 2020  | 2e tour (1/16) Z. Diyas \|\| style="text-align:left;" \| V. Kužmová A. Sasnovich        | 1er tour (1/32) P. Badosa \|\| style="text-align:left;" \| S. Kenin B. Mattek-Sands | Annulé                                                                                       | Annulé                   | —         | —         |                                                                                          |         |
| 2021  | 1er tour (1/32) Y. Shvedova \|\| style="text-align:left;" \| H. Carter L. Stefani       | 1/4 de finale A. Pavlyuchenkova \|\| style="text-align:left;" \| M. Linette B. Pera | 1er tour (1/32) A. Pavlyuchenkova \|\| style="text-align:left;" \| V. Kudermetova E. Vesnina | —                        | —         |           |                                                                                          |         |
| 2022  | —                                                                                       | —                                                                                   | 1er tour (1/32) L. Samsonova \|\| style="text-align:left;" \| C. Gauff J. Pegula             | —                        | —         | —         | —                                                                                        |         |
| 2023  | 1/8 de finale A. Pavlyuchenkova \|\| style="text-align:left;" \| S. Aoyama E. Shibahara | —                                                                                   | —                                                                                            | —                        | —         | —         | —                                                                                        |         |

N.B. : le nom de la partenaire se trouve sous le résultat ; les noms des ultimes adversaires se trouvent à droite.

### En double mixte
| Année | Open d'Australie                                                              | Open d'Australie | Internationaux de France | Internationaux de France | Wimbledon | Wimbledon | US Open                                                                         | US Open |
| ----- | ----------------------------------------------------------------------------- | ---------------- | ------------------------ | ------------------------ | --------- | --------- | ------------------------------------------------------------------------------- | ------- |
| 2021  | 1er tour (1/16) A. Bublik \|\| style="text-align:left;" \| S. Stosur M. Ebden | —                | —                        | —                        | —         | —         | —                                                                               |         |
|       |                                                                               |                  |                          |                          |           |           |                                                                                 |         |
| 2025  | —                                                                             | —                | —                        | —                        | —         | —         | 1er tour (1/8) T. Fritz \|\| style="text-align:left;" \| S. Errani A. Vavassori |         |

N.B. : le nom du partenaire se trouve sous le résultat ; les noms des ultimes adversaires se trouvent à droite.

## Parcours en «Premier» et WTA 1000
Les tournois WTA « Premier Mandatory » et « Premier 5 » (entre 2009 et 2020) et WTA 1000 (à partir de 2021) constituent les catégories d'épreuves les plus prestigieuses, après les quatre levées du Grand Chelem. 

De 2009 à 2023, les tournois Premier Mandatory (dits tournois WTA 1000 obligatoires entre 2021 et 2023) regroupent Indian Wells, Miami, Madrid et Pékin, les autres constituant les tournois Premier 5 (tournois WTA 1000 non-obligatoires). À partir de 2024, le nombre de tournois WTA 1000 passe à 10 par saison (fin de l’alternance Doha / Dubaï), ces derniers devenant tous obligatoires et offrant tous 1000 points à la vainqueure (contre 900 points précédemment pour les tournois Premier 5).

### En simple dames
| Année |       |                             |                          |                              |                           |                              |                             |                              |                                |                         |  |                            |
| Doha  | Dubaï | Indian Wells                | Miami                    | Madrid                       | Rome                      | Canada                       | Cincinnati                  | Pékin                        |                                | Wuhan                   |  |                            |
| Doha  | Dubaï | Indian Wells                | Miami                    | Madrid                       | Rome                      | Canada                       | Cincinnati                  | Pékin                        | Guadalajara                    |                         |  |                            |
| Doha  | Dubaï | Indian Wells                | Miami                    | Madrid                       | Rome                      | Canada                       | Cincinnati                  | Pékin                        |                                |                         |  |                            |
| 2019  |       | WTA 500                     |                          |                              |                           |                              |                             |                              |                                |                         |  | 1/4 de finale A. Sabalenka |
| 2020  |       |                             | WTA 500                  | Annulé                       | Annulé                    | Annulé                       | 3e tour (1/8) Y. Putintseva | Annulé                       | 1er tour (1/32) E. Alexandrova | Annulé                  |  | Annulé                     |
| 2021  |       | WTA 500                     | 2e tour (1/16) O. Jabeur | 2e tour (1/32) Y. Putintseva | 3e tour (1/16) S. Tormo   | 2e tour (1/16) E. Mertens    |                             | 1er tour (1/32) L. Samsonova | 3e tour (1/8) P. Badosa        | Annulé                  |  | Annulé                     |
| 2022  |       | 1re tour (1/32) J. Cristian | WTA 500                  | 1/4 de finale M. Sákkari     | 3e tour (1/16) J. Pegula  | 3e tour (1/8) J. Teichmann   | 3e tour (1/8) J. Teichmann  | 2e tour (1/16) C. Gauff      | 1/4 de finale M. Keys          | Hors calendrier         |  | 2e tour (1/16) J. Pegula   |
| 2023  |       | WTA 500                     | 3e tour (1/8) Forfait    | Victoire A. Sabalenka        | Finale P. Kvitová         | 2e tour (1/32) A. Kalinskaya | Victoire A. Kalinina        | 1/2 finale L. Samsonova      | 3e tour (1/8) J. Paolini       | 1/2 finale L. Samsonova |  |                            |
| 2024  |       | Finale I. Swiatek           | 1/4 de finale Forfait    |                              | Finale D. Collins         | 1/2 finale A. Sabalenka      |                             |                              | 2e tour (1/16) L. Fernandez    |                         |  |                            |
| 2025  |       | 1/4 de finale I. Swiatek    | 1/2 finale M. Andreeva   | 4e tour (1/8) M. Andreeva    | 2e tour (1/32) A. Krueger | 3e tour (1/16) E. Svitolina  | 3e tour (1/16) B. Andreescu | 1/2 finale V. Mboko          | 1/2 finale I. Swiatek          |                         |  |                            |

Sous le résultat, l’ultime adversaire.
1. 1 2   Les tournois de Doha et Dubaï alternent le statut de tournoi WTA 1000 (ex Premier 5) entre 2009 et 2023 : les trois premières éditions ont lieu à Dubaï, les trois suivantes à Doha, puis Dubaï accueille le tournoi de cette catégorie les années impaires et Dubaï les années paires. De 2011 à 2023, la ville qui n’accueille pas de WTA 1000 organise à la place un tournoi WTA 500 (ex Premier).
2. 1 2 3 4 5 6 7   L’ordre de déroulement des tournois a évolué depuis 2009 : Rome se dispute avant Madrid et Cincinnati avant Montréal/Toronto jusqu’en 2010, tandis que Tokyo (2009-2013)-Wuhan (2014-2019, 2024-)-Guadalajara (2022-2023) ont lieu avant Pékin jusqu’en 2023.
3. 1 2 3 4 5 6 7 8  Du fait de la pandémie de Covid-19, les tournois d’Indian Wells, de Miami, de Madrid, du Canada, de Wuhan et de Pékin sont annulés en 2020. Ces deux derniers le sont également en 2021. Pour des raisons d’organisation, le tournoi de Cincinnati 2020 a exceptionnellement lieu à Flushing Meadows à New York.
4. ↑  Le 1er décembre 2021, le président de la WTA, Steve Simon, annonce que tous les tournois prévus en Chine et à Hong Kong sont suspendus à partir de 2022, en raison de préoccupations concernant la sécurité et le bien-être de la joueuse de tennis chinoise Peng Shuai après ses allégations de relations sexuelles non-consenties avec Zhang Gaoli, membre de haut rang du Parti communiste chinois. Le tournoi de Pékin revient en 2023. Le tournoi de Guadalajara remplace celui de Wuhan pendant deux ans, ce dernier réapparaissant en 2024.

## Parcours au Masters

### En simple dames
| # | Date       | Nom de l'édition  | ($)       | Surface    | Résultat               | Ultime adversaire | Score           |          |
| - | ---------- | ----------------- | --------- | ---------- | ---------------------- | ----------------- | --------------- | -------- |
| 1 | 29/10/2023 | WTA Finals Cancún | 9 000 000 | Dur (ext.) | Round Robin (défaite)  | Jessica Pegula    | 5-7, 2-6        | Parcours |
| 1 | 29/10/2023 | WTA Finals Cancún | 9 000 000 | Dur (ext.) | Round Robin (victoire) | María Sákkari     | 6-0, 64-7, 7-62 | Parcours |
| 1 | 29/10/2023 | WTA Finals Cancún | 9 000 000 | Dur (ext.) | Round Robin (défaite)  | Aryna Sabalenka   | 2-6, 6-3, 3-6   | Parcours |

## Parcours aux Jeux olympiques

### En simple dames
| # | Date       | Nom de l'olympiade         | Surface    | Résultat                 | Ultime adversaire | Score          |          |
| - | ---------- | -------------------------- | ---------- | ------------------------ | ----------------- | -------------- | -------- |
| 1 | 24/07/2021 | Olympic Tennis Event Tokyo | Dur (ext.) | 4e place (petite finale) | Elina Svitolina   | 1-6, 7-65, 6-4 | Parcours |

## Classements WTA en fin de saison
| Année          | 2016 | 2017 | 2018 | 2019 | 2020 | 2021 | 2022 | 2023 | 2024 |
| Rang en simple | 614  | 425  | 191  | 37   | 19   | 14   | 22   | 4    | 6    |
| Rang en double | 1165 | 682  | 484  | 516  | 362  | 49   | 442  | 119  | –    |

Source : (en) Classements de Elena Rybakina sur le site officiel de la Fédération internationale de tennis

## Records et statistiques

### Confrontations avec ses principales adversaires
Confrontations lors des différents tournois WTA avec ses principales adversaires (5 confrontations minimum et avoir été membre du top 10). Classement par pourcentage de victoires. Situation au 17 août 2025 :
Les joueuses retraitées sont en gris.
| Joueuse              | Meilleur classement | Confrontations | Victoires | Défaites | Pourcentage de victoires | Dernière confrontation                      |
| -------------------- | ------------------- | -------------- | --------- | -------- | ------------------------ | ------------------------------------------- |
| Jasmine Paolini      | 4                   | 5              | 2         | 3        | 40                       | défaite (65-7, 4-6) au Masters 2024         |
| Iga Świątek          | 1                   | 10             | 4         | 6        | 40                       | défaite (5-7, 3-6) à Cincinnati 2025        |
| Aryna Sabalenka      | 1                   | 12             | 5         | 7        | 41,7                     | victoire (6-1, 6-4) à Cincinnati 2025       |
| Paula Badosa         | 2                   | 8              | 4         | 4        | 50                       | victoire (4-6, 7-68, 7-62) à Dubaï 2025     |
| Ons Jabeur           | 2                   | 6              | 3         | 3        | 50                       | victoire (6-2, 4-6, 7-65) à Abou Dabi 2025  |
| Madison Keys         | 5                   | 6              | 3         | 3        | 50                       | victoire (63-7, 6-4, 6-2) à Cincinnati 2025 |
| Elina Svitolina      | 3                   | 6              | 3         | 3        | 50                       | défaite (3-6, 4-6) à Madrid 2025            |
| Danielle Collins     | 7                   | 5              | 3         | 2        | 60                       | défaite (5-7, 3-6) à Miami 2024             |
| Daria Kasatkina      | 8                   | 5              | 3         | 2        | 60                       | victoire (6-1, 6-4) à Abou Dabi 2024        |
| Jeļena Ostapenko     | 5                   | 6              | 4         | 2        | 66,7                     | victoire (6-2, 6-2) à Roland-Garros 2025    |
| Victoria Azarenka    | 1                   | 5              | 4         | 1        | 80                       | défaite (1-3 ab.) à Berlin 2024             |
| María Sákkari        | 3                   | 6              | 5         | 1        | 83,3                     | victoire (6-3, 6-1) à Wimbledon 2025        |
| Veronika Kudermetova | 9                   | 5              | 5         | 0        | 100                      | victoire (6-4, 7-5) à Berlin 2024           |

### Victoires sur le top 10
Toutes ses victoires sur des joueuses classées dans le top 10 de la WTA lors de la rencontre.
| Légende              |
| Grand Chelem         |
| Masters              |
| Jeux olympiques      |
| Premier 5 / WTA 1000 |
| Premier / WTA 500    |
| WTA 250              |
| Fed Cup              |

| #  |        |                   | Tournoi           | Année  | Surface             |  | Adversaire       | Rang  | Tour   | Score              | Tableau |
| -- | ------ | ----------------- | ----------------- | ------ | ------------------- |  | ---------------- | ----- | ------ | ------------------ | ------- |
| 1  | no 450 |                   | Saint-Pétersbourg | 2018   | Dur (int.)          |  | Caroline Garcia  | no 7  | 1/8    | 4-6, 7-66, 7-65    | Tableau |
| 2  | no 50  |                   | Wuhan             | 2019   | Dur                 |  | Simona Halep     | no 6  | 1/8    | 5-4 ab.            | Tableau |
| 3  | no 19  |                   | Dubaï             | 2020   | Dur                 |  | Sofia Kenin      | no 7  | 1/16   | 62-7, 6-3, 6-3     | Tableau |
| 4  |        | Karolína Plíšková | no 3              | 1/4    | 7-61, 6-3           |  |                  |       |        |                    |         |
| 5  | no 22  |                   | Roland-Garros     | 2021   | Terre battue        |  | Serena Williams  | no 8  | 1/8    | 7-5, 6-3           | Tableau |
| 6  | no 21  |                   | Eastbourne        | 2021   | Gazon               |  | Elina Svitolina  | no 5  | 1/8    | 6-4, 7-63          | Tableau |
| 7  | no 20  |                   | Jeux olympiques   | 2021   | Dur                 |  | Garbiñe Muguruza | no 9  | 1/4    | 7-5, 6-1           | Tableau |
| 8  | no 23  |                   | Wimbledon         | 2022   | Gazon               |  | Ons Jabeur       | no 2  | Finale | 3-6, 6-2, 6-2      | Tableau |
| 9  | no 25  |                   | Cincinnati        | 2022   | Dur                 |  | Garbiñe Muguruza | no 9  | 1/16   | 6-1, 6-3           | Tableau |
| 10 | no 25  |                   | Open d'Australie  | 2023   | Dur                 |  | Iga Świątek      | no 1  | 1/8    | 6-4, 6-4           | Tableau |
| 11 | no 10  |                   | Indian Wells      | 2023   | Dur                 |  | Iga Świątek      | no 1  | 1/2    | 6-2, 6-2           | Tableau |
| 12 |        | Aryna Sabalenka   | no 2              | Finale | 7-611, 6-4          |  |                  |       |        |                    |         |
| 13 | no 7   |                   | Miami             | 2023   | Dur                 |  | Jessica Pegula   | no 3  | 1/2    | 7-63, 6-4          | Tableau |
| 14 | no 6   |                   | Rome              | 2023   | Terre battue        |  | Iga Świątek      | no 1  | 1/4    | 2-6, 7-63, 2-2 ab. | Tableau |
| 15 | no 5   |                   | Pékin             | 2023   | Dur                 |  | Aryna Sabalenka  | no 1  | 1/4    | 7-5, 6-2           | Tableau |
| 16 | no 4   |                   | Masters           | 2023   | Dur                 |  | María Sákkari    | no 9  | RR     | 6-0, 64-7, 7-62    | Tableau |
| 17 | no 4   |                   | Brisbane          | 2024   | Dur                 |  | Aryna Sabalenka  | no 2  | Finale | 6-0, 6-3           | Tableau |
| 18 | no 4   |                   | Miami             | 2024   | Dur                 |  | María Sákkari    | no 9  | 1/4    | 7-5, 64-7, 6-4     | Tableau |
| 19 | no 4   |                   | Stuttgart         | 2024   | Terre battue (int.) |  | Iga Świątek      | no 1  | 1/2    | 6-3, 4-6, 6-3      | Tableau |
| 20 | no 5   |                   | Masters           | 2024   | Dur (int.)          |  | Aryna Sabalenka  | no 1  | RR     | 6-4, 3-6, 6-1      | Tableau |
| 21 | no 7   |                   | Dubaï             | 2025   | Dur                 |  | Paula Badosa     | no 10 | 1/8    | 4-6, 7-68, 7-62    | Tableau |
| 22 | no 10  |                   | Cincinnati        | 2025   | Dur                 |  | Madison Keys     | no 6  | 1/8    | 63-7, 6-4, 6-2     | Tableau |
| 23 |        | Aryna Sabalenka   | no 1              | 1/4    | 6-1, 6-4            |  |                  |       |        |                    |         |